# Cyprian Odorkiewicz
Cyprian Odorkiewicz ps. „Krybar” (ur. 11 grudnia 1901 w Kaliszu, zm. 9 lipca 1966 w Monachium) – porucznik rezerwy piechoty Wojska Polskiego, urzędnik, działacz polityczny, uczestnik kampanii wrześniowej, członek konspiracyjnej Unii oraz AK, uczestnik powstania warszawskiego, dowódca Grupy Bojowej „Krybar”, a następnie I batalionu strzelców 36 pułku piechoty Legii Akademickiej AK.

## Życiorys
Młodość spędził w Chełmie, gdzie od 1910 uczęszczał do gimnazjum, a od 1915 do polskiej Szkoły Filologicznej Chełmskiej. Tam również od 1915 należał do organizacji skautowej, a od lipca 1917 do POW. W listopadzie 1918 uczestniczył w rozbrajaniu Niemców i Austriaków. W listopadzie 1918 wstąpił do odrodzonego Wojska Polskiego. Został przydzielony do 1 pułku szwoleżerów, gdzie dosłużył się stopnia kaprala z cenzusem. Od lutego 1920 oddelegowany do Powiatowej Komendy Uzupełnień w Chełmie, zaś od czerwca 1920 był zastępcą dowódcy plutonu zwiadowców w 144 pułku strzelców kresowych.
Po wojnie z bolszewikami w listopadzie 1920, został zdemobilizowany. Zakończył naukę w gimnazjum, zaś od 1922 podjął studia polonistyczne na UW, lecz nie złożył egzaminów końcowych.
Następnie pracował jako urzędnik w Chełmie. Ukończył kurs podchorążych i kurs dowódców kompanii. Był oficerem rezerwy 7 pułku piechoty Legionów. Porucznik od 29 stycznia 1932 r. ze starszeństwem z dniem 2 stycznia 1932 r. i 375 lokatą w korpusie oficerów rezerwy piechoty. W 1934 wybrany został do Rady Miasta Chełma, lecz jesienią tego roku, przeniósł się wkrótce do Warszawy, gdzie był urzędnikiem oraz współpracownikiem Stefana Starzyńskiego. W czasie wojny obronnej 1939, był dowódcą obrony przeciwlotniczej dla dzielnic Warszawa – Północ.
W działalność konspiracyjną zaangażował się już w 1939 – najpierw w organizacji „Warszawianka”, a od 1940 – w Unii. W organizacji tej pełnił funkcję szefa pionu wojskowego, a następnie dowódcy batalionu Unii „Krybar” (nazwa pochodzi z połączenia pierwszych liter imion jego córek – Krystyny i Barbary), który od scalenia w 1942 wchodził w skład Armii Krajowej. W czasie konspiracji organizował produkcję granatów ręcznych Filipinek – używanych w działaniach Kedywu oraz w powstaniu warszawskim. 11 listopada 1943 rozkazem Komendanta Głównego AK awansowany do stopnia kapitana.
W sierpniu 1944 r. dowodził VIII Zgrupowaniem w Rejonie i Obwodu Śródmieście AK, a następnie od 5 sierpnia Grupą Bojową „Krybar” na warszawskim Powiślu. Od 3 września był zastępcą dowódcy Grupy „Powiśle” ppłk Stanisława Błaszczaka „Róg”. Od 20 września był dowódcą I batalionu strzelców 36 pułku piechoty Legii Akademickiej AK.
Po kapitulacji przebywał kolejno w oflagach w Fallingbostel, Bergen-Belsen, Gross-Born i Lubece. Po wyzwoleniu przez wojska brytyjskie 2 maja 1945, był żołnierzem PSZ. Od czerwca 1945 był zastępcą szefa Oddziału VI w sztabie Polskiego Okręgu Wojskowego w Lubece, a od marca 1946 w sztabie Polskiego Okręgu Wojskowego w Szlezwik-Holsztyn.
W 1948 r. zdemobilizowany, pozostał na emigracji. Początkowo mieszkał w Paryżu, następnie od 1954 w USA. Pod koniec życia pracował w Rozgłośni Polskiej Radia Wolna Europa w Monachium. Zmarł na atak serca w Monachium i tam też spoczywa.
Trzykrotnie odznaczony Krzyżem Walecznych (1920, 1939, 1944), Medalem Niepodległości (1933) oraz Złotym Krzyżem Zasługi (1938). We wrześniu 2019 r. Rada Miasta Chełm przyznała mu honorowe obywatelstwo tego miasta.
Żonaty z Eugenią z domu Prost, ojciec Krystyny i Barbary (ur. 1930 – zm. 15.07.2016 w Waszyngtonie, USA), zamieszkałych w Stanach Zjednoczonych.